# Jean Achard

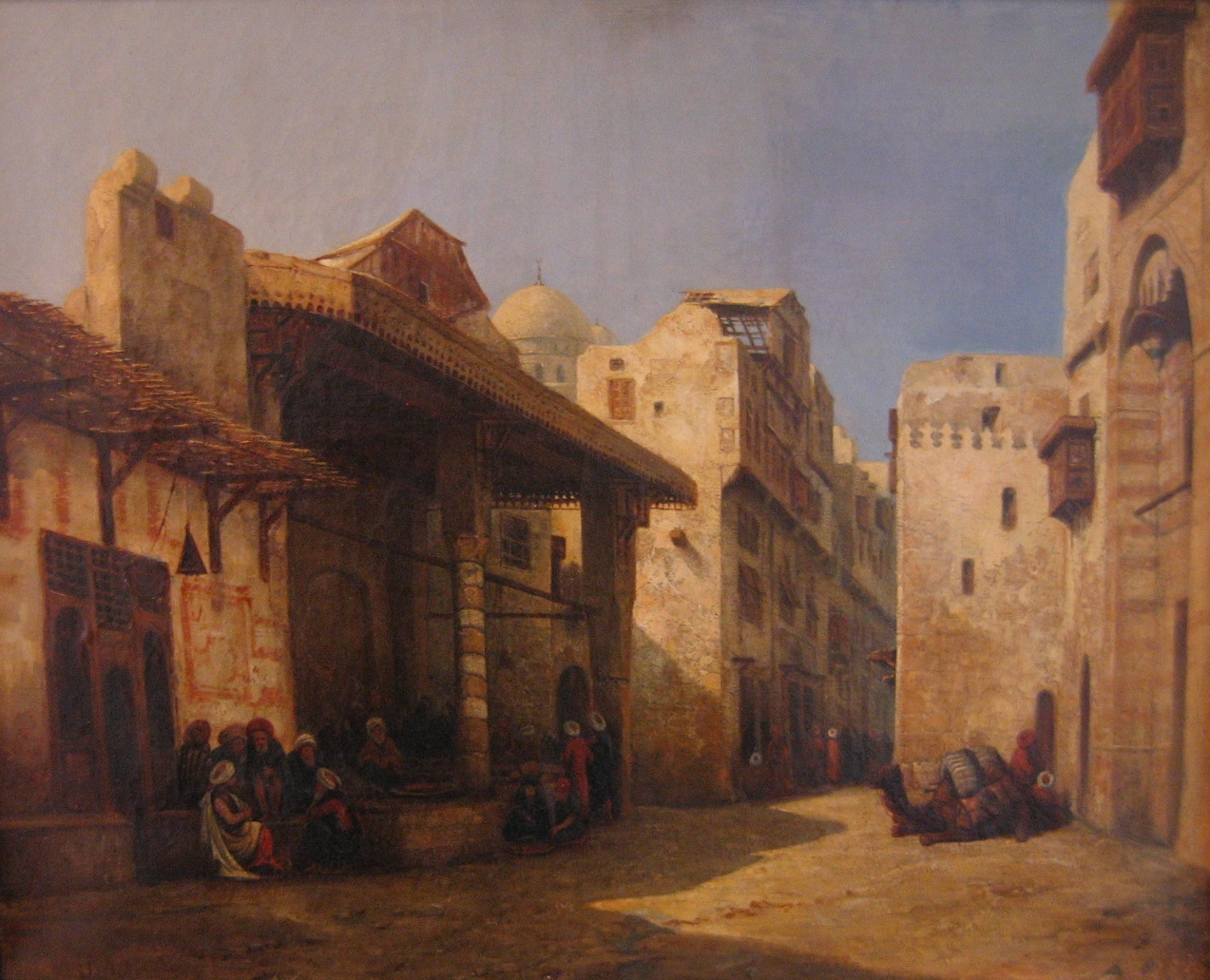
Jean Achard – Rue de Caire (1835).

Jean Achard, född 1807 i Voreppe, Frankrike, död 1884 i Grenoble, var en fransk konstnär.
Jean Achard föddes i en jordbrukarfamilj. Han bedrev studier i en konstskola i Grenoble. En resa till Egypten inspirerade honom att måla landskap. I slutet av livet blev han svårt sjuk och dog i armod.